# Okres Sucha
Okres Sucha (polsky Powiat suski) je okres v polském Malopolském vojvodství u hranic se Slovenskem. Rozlohu má 685,75 km² a v roce 2020 zde žilo 83 761 obyvatel. Sídlem správy okresu je město Sucha Beskidzka.

## Gminy
Městské:
- Jordanów
- Sucha Beskidzka

Městsko-vesnická:
- Maków Podhalański

Vesnické:
- Budzów
- Bystra-Sidzina
- Jordanów
- Stryszawa
- Zawoja
- Zembrzyce

## Města
- Jordanów
- Maków Podhalański
- Sucha Beskidzka

## Sousední okresy
| Růžice kompasu |           | Wadowice    |           | Růžice kompasu |
| Růžice kompasu | Żywiec    | Sever       | Myślenice | Růžice kompasu |
| Růžice kompasu | Żywiec    | Okres Sucha | Myślenice | Růžice kompasu |
| Růžice kompasu | Żywiec    | Jih         | Myślenice | Růžice kompasu |
| Růžice kompasu | Nowy Targ |             |           | Růžice kompasu |